# Sal de la tierra
La sal de la Tierra es una expresión metafórica que se utiliza para designar a las personas o grupo de personas más destacados por alguna cualidad importante. Tierra debe escribirse con mayúsculas, puesto que designa el conjunto de nuestro habitat (lo que hoy llamamos el planeta Tierra), y no el suelo o uno de los elementos que antiguamente se entendían como esenciales a todas las cosas.

## Características
En el sentido usual de la expresión, tomado del Evangelio de San Mateo 5:13 (parte del Sermón de la montaña) del Nuevo Testamento, ser "la sal de la Tierra" (en griego antiguo τὸ ἅλας τῆς γῆς) significa ser «lo más preciado y valioso», y lo utiliza Jesucristo para designar a sus apóstoles (más delante los compara con «la luz del mundo»). Del ámbito religioso esta expresión pasó al lenguaje común, y es también utilizado en el lenguaje de ciencias políticas con el mismo significado: elemento que se requiere para reforzar un proceso o una actividad, cognitiva, vital o social. Naturalmente, en esta interpretación la «sal» es entendida como un elemento preciado.